# Muria-Aufstand
Der Muria-Aufstand war eine Aufstandsbewegung in Indien im Jahr 1876 gegen die britische Kolonialherrschaft, in der Region des schlecht verwalteten Fürstenstaates Bastar, die hauptsächlich von Angehörigen der Jar-Muria- und Maria-Stämme (Teile des Volkes der Gond) aus der näheren Umgebung der Hauptstadt Jagdalpur, getragen wurde. Bedrohlich aus Sicht der Briten war der Aufstand, weil hier Stämme nahe daran waren, ihre Unabhängigkeit vom kolonialen System zu manifestieren. Weiterhin wären ihnen im Palast eine bedeutende Zahl moderner Waffen in die Hände gefallen.

## Verlauf
Als der Raja Bhairam Deo am 29. Februar 1876 seine Residenz verließ, um wie alle anderen indischen Fürsten dem besuchenden Prince of Wales, dem späteren Eduard VII., zu huldigen, weigerten sich am Folgetag seine Träger, ihn aus dem Fürstentum hinauszubringen aus Angst, die Briten würden seine Rückkehr verbieten. 18 Träger wurden daraufhin ausgepeitscht und sollten ins Gefängnis der Hauptstadt gebracht werden.
Unterwegs wurden sie von einer Abordnung der Bauernschaft abgefangen, die die Gefangenen befreiten. Diese, sich als „treue Untertanen“ Bezeichnenden, begaben sich dann zum Raja bei Arapur und beklagten sich über die Misswirtschaft der leitenden Beamten, des Diwans Gopinath Kapardas und des Munshis. Sie ersuchten um Steuererleichterung und Einschränkung der Zwangsdienste. Sollte diese Forderung nicht erfüllt werden, wolle man aus dem Land abwandern. Der Raja lehnte ab und wurde daraufhin mit Erde, Steinen und Kuhknochen (rituell verunreinigend) beworfen. Der Diwan ließ in die Menge schießen, es gab zwei Tote und sechs Schwerverletzte. Im Dorf Arapur wurde Jhara Siraha zum Führer gewählt.
Der Raja kehrte am 1. März nach Jagdalpur zurück, wo sein verrammelter Palast die nächsten zwei Monate von aufständischen Bauern – teilweise hungerstreikend – aus den umliegenden Orten, unter dem Kommando ihrer Dorfältesten, belagert wurde. Straßen wurden blockiert, Telegraphenleitungen unterbrochen.
Dem Raja gelang es nach einer Woche, Hilfe anzufordern, zum einen vom rivalisierenden Raja von Jeypore und von den Briten, die mit Teilen des 22. Punjabi-Regiments sowie Polizeikräften der Präsidentschaft Madras anrückten. Aus Jeypore kamen 300  mit Musketen bewaffnete Polizisten, ebenfalls unter britischem Kommando. Angeführt wurden sie ab 5. April vom zuständigen britischen Kolonialbeamten Deputy Commissioner für Sironcha, MacGeorge. Währenddessen hatten sich die Aufständischen zwar entwaffnen lassen, die Belagerung jedoch nicht aufgegeben. Der Protest verlief zu diesem Zeitpunkt so friedlich, dass die britischen Polizeioffiziere die Zeit fanden auf Großwildjagd zu gehen.
Nahe Jagdalpur kam es dann doch zu einer Entscheidungsschlacht, bei der, von den etwa 2400 meist nur mit Pfeil und Bogen bewaffneten Tribals, 900 in britische Gefangenschaft gerieten. Jhara Siraha fiel vermutlich dort.

### Folgen
Auf die Schlacht folgend, versuchten die Kolonialherren, sämtlicher Rebellen habhaft zu werden. Mehrere tausende wurden verhaftet und nach Sironcha verschleppt. Dort wurden auch der Diwan, der Munshi und Adyita Prasad Peshkar vor Gericht gestellt, die letzteren beiden, weil sie die Rebellen unterstützt hatten, Gopinath wegen Unfähigkeit. Der Raja setzte sich in Folge lediglich für die Freilassung des Diwan ein, was jedoch nicht gewährt wurde. Gopinath starb in Sironcha 1878.
Die Briten errechneten, dass ihnen durch die Unterdrückung des Aufstandes 11.787 Rs. 3 A. 9 P. an Kosten entstanden waren. Sie wurden dem Staat auferlegt, der sie in elf Jahresraten zu 1000 Rs. zurückerstatten musste. Dies führte dazu, dass kreative Wege gefunden wurden, dem Volk wieder Strafen aufzuerlegen, die eigentlich der Vergangenheit angehörten. Dies waren z. B. „thora banat“, eine Strafe für diejenigen, die rote Kleidung oder einen Regenschirm trugen, ohne vorher gegen Zahlung einer Gebühr vom Raja die Erlaubnis erhalten zu haben. „Urkha chut“ war eine Kollektivstrafe für Kasten, wenn ein Angehöriger Ehebruch mit einer Frau einer anderen Kaste begangen hatte.
Die Vorgänge, im kollektiven Gedächtnis erhalten, dienten als wichtige Inspiration für den Bhumkal 1910. Jawaharlal Nehru urteilte später: „obwohl die Revolte direkt nur einen bestimmten Teil des Landes betraf, so erschütterte sie doch ganz Indien, im Besonderen die britische Verwaltung“.